# لامپی گریوی
لامپی گرِیوی (به انگلیسی: Lumpy Gravy) آلبومی از هنرمند اهل ایالات متحده آمریکا فرانک زاپا است که در سال ۱۹۶۷ میلادی منتشر شد.